# Cunegunda de Suabia
Cunegunda de Hohenstaufen (1202-13 de septiembre de 1248) fue una noble alemana, reina consorte de Bohemia, la segunda hija de Felipe de Suabia y de su esposa, Irene Ángelo. Sus abuelos paternos fueron Federico I, emperador del Sacro Imperio Romano Germánico, y Beatriz de Borgoña. Sus abuelos maternos fueron Isaac II Ángelo, emperador bizantino, y su primera esposa, Irene Paleóloga.

## Biografía
Ella y sus tres hermanas se quedaron huérfanas en 1208; en ese año, su padre fue asesinado, y pocos meses después murió su madre, tras el nacimiento de su quinta hija.
Cunegunda se trasladó a Praga, donde vivía su prometido, Wenceslao, príncipe heredero de Bohemia. Wenceslao era el hijo mayor de Otakar I de Bohemia y de su segunda esposa, Constanza de Hungría. En 1224, Cunegunda se casó con Wenceslao y fueron coronados en 1228.
En 1230, Wenceslao sucedió a su padre, con Cunegunda como su reina consorte. Sin embargo, la reina Cunegunda no intervino en la política, aunque fue fundadora de monasterios.

## Descendencia
Tuvieron cinco hijos:
- Ladislao (c. 1228-3 de enero de 1247), margrave de Moravia.
- Otakar II (c. 1230-26 de agosto de 1278), rey de Bohemia.
- Beatriz (c. 1231-27 de mayo de 1290), casada con Otón III, margrave de Brandeburgo.
- Inés (m. 10 de agosto de 1268), casada con Enrique III de Meissen.
- Una hija de nombre desconocido, muerta joven.